# Ogden (Utah)
Ogden város Weber megye székhelye Utah államban, az Amerikai Egyesült Államokban. 2009-ben az Egyesült Államok Népszámlálási Hivatala szerint a lakossága 82 499 fő volt.
A város nagy vasúti csomópont, amelynek teherforgalma jelentős. Ogden számos történelmi épületéről ismert, a Wasatch-hegységhez közel, és otthont ad a Weber Állami Egyetemnek.

## Földrajza

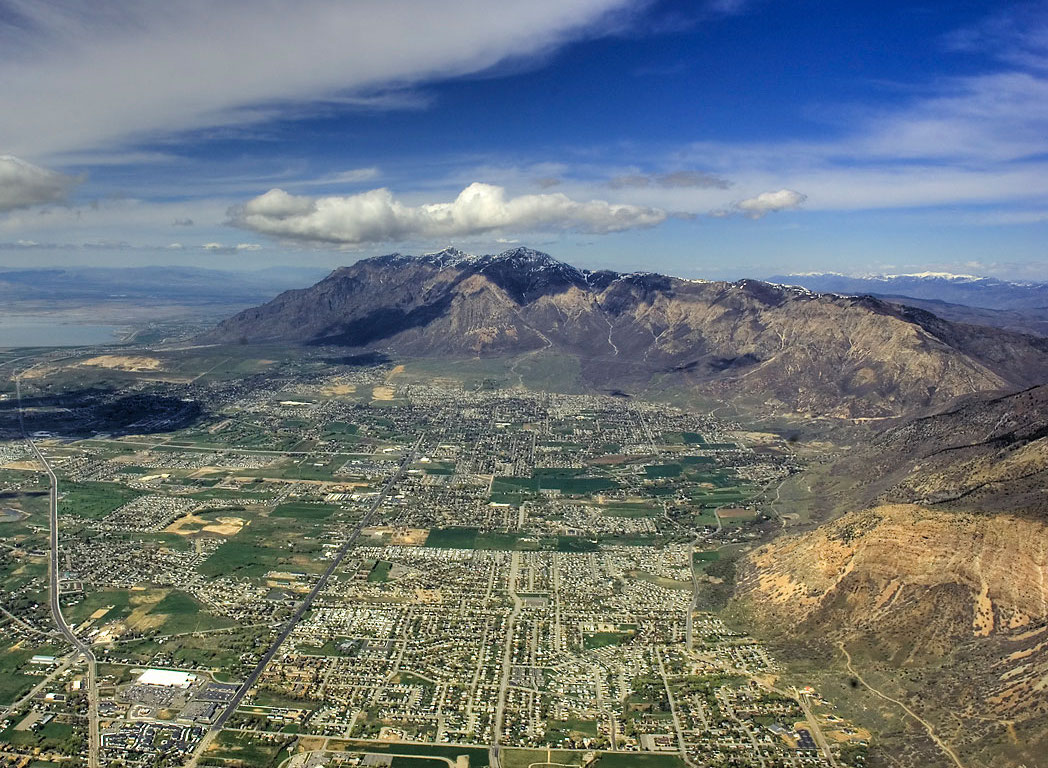
A Ben Lomond hegy Ogdentől északra

Ogden a Wasatch-hegység lábánál fekszik mintegy a Nagy-sóstótól 15 km-re keletre, és 60 km-re északra Salt Lake Citytől. Az Egyesült Államok Népszámlálási Hivatala szerint a város teljes területe 69 km², a város tengerszint feletti magassága pedig 1300–1600 m.
A hegyekben eredő Ogden és a Weber a város nyugati határainál találkozik. A Pineview-gát Ogdentől 11 km-re keletre található az Ogden River Canyonban. A tározó mögötti terület 140 000 000 m³ víz tárolására alkalmas, és lehetőséget ad vízi kikapcsolódási lehetőségekre is.
Jelentős hegycsúcsok Ogden közelében a Mount Ogden (2917 m) a várostól keletre, és a Ben Lomond (2960 m), amely északra található.

### Éghajlat
Ogden éghajlata forró nyári kontinentális éghajlat. A nyár forró és száraz, a hőmérséklet gyakran eléri a 35 °C-t, de előfordul 38 °C vagy annál magasabb hőmérséklet is. A csapadékot gyakori nyári zivatarok szolgáltatják, főleg július közepétől szeptember közepéig tartó monszun időszakban. A csendes-óceáni viharszezon általában októbertől májusig tart, tavasszal érve el a csúcspontját. Hó legelőször október végén vagy november elején fordul elő, a legutolsó pedig valamikor áprilisban esik le. A tél hűvös és havas, januári 3 °C-os középhőmérséklet jellemzi. Hóesési átlagok általában 1100 mm, 601 mm csapadék évente.
| Hónap                         | Jan. | Feb. | Már. | Ápr. | Máj. | Jún. | Júl. | Aug. | Szep. | Okt. | Nov. | Dec. | Év   |
| ----------------------------- | ---- | ---- | ---- | ---- | ---- | ---- | ---- | ---- | ----- | ---- | ---- | ---- | ---- |
| Átlagos max. hőmérséklet (°C) | 2,2  | 6,1  | 16,1 | 21,1 | 27,8 | 32,2 | 31,1 | 25,6 | 18,3  | 11,1 | 8,9  | 3,3  | 17,0 |
| Átlagos min. hőmérséklet (°C) | −6,7 | −4,4 | 3,3  | 8,3  | 13,3 | 17,2 | 16,7 | 11,1 | 5,0   | −0,6 | −1,1 | −5,5 | 4,8  |
| Átl. csapadékmennyiség (mm)   | 59   | 54   | 62   | 62   | 74   | 37   | 24   | 26   | 44    | 58   | 51   | 50   | 601  |
| Forrás: Intellicast (angolul) |      |      |      |      |      |      |      |      |       |      |      |      |      |

## Történelme

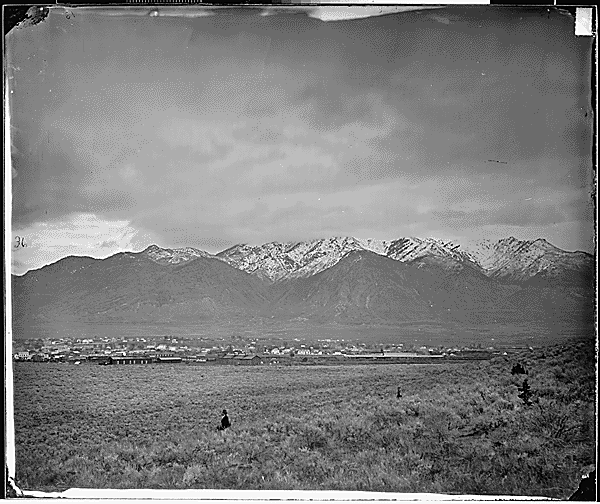
Ogden 1874-ben

Eredeti nevén Fort Buenaventura. Odgen városa volt az első olyan település a mostani Utah területén, amelynek lakosságát európai telepesek alkották. Miles Goodyear körülbelül egy mérföldre a mostani Ogden belvárosától telepedett le 1846-ban. 1847-ben Fort Buenaventurát 1950 dollárért megvették a mormon telepesektől. A települést akkoriban Brownsville-nek hívták, csak csak később kapta az Ogden nevet a Hudson's Bay Company brigádvezetőjéről, Peter Skene Ogdenről, aki egy nemzedékkel korábban csapdába esett a Weber-völgyben. Az eredeti Fort Buenaventura helyszíne most a Weber Megyei Parkban található.
Ogden a legközelebbi nagyobb város az Arany sínszeg beverésének helyszínéhez, a Utah állambeli Promontory Summithoz, ahol a két irányból épített első transzkontinentális vasútvonal 1869-ben összeért. A város jelentős vasúti személyszállítási csomópontként volt ismert, köszönhetően annak, hogy a főbb kelet-nyugati és észak-déli vasútvonalak mentén fekszik, ami arra késztette a helyi kereskedelmi kamarát, hogy elfogadja a következő mottót: "Nem juthatsz el sehova anélkül, hogy ne jönnél Ogdenbe." Az Egyesült Államok keleti részéről San Francisco felé nyugatra utazó vasúti utasok jellemzően Ogdenen keresztül (és nem a nagyobb, déli Salt Lake Cityn keresztül) utaztak. Az Amtrak, az országos személyszállító vasútvállalat azonban már nem szolgálja ki Ogdent. Azoknak az utasoknak, akik Ogdenbe vagy Ogdenből vasúton szeretnének utazni, a FrontRunner elővárosi vasúttársasággal kell utazniuk Salt Lake City és Provo felé.
Ogden Utah második legnagyobb történelmi városa, otthont adva számos régi, történelmi épületnek (mint például a Keeney-ház, amely ma szállodaként üzemel). Azonban 1980-as években Salt Lake City több külvárosa és Provo lakosság tekintetében felül múlta Ogden népességét.

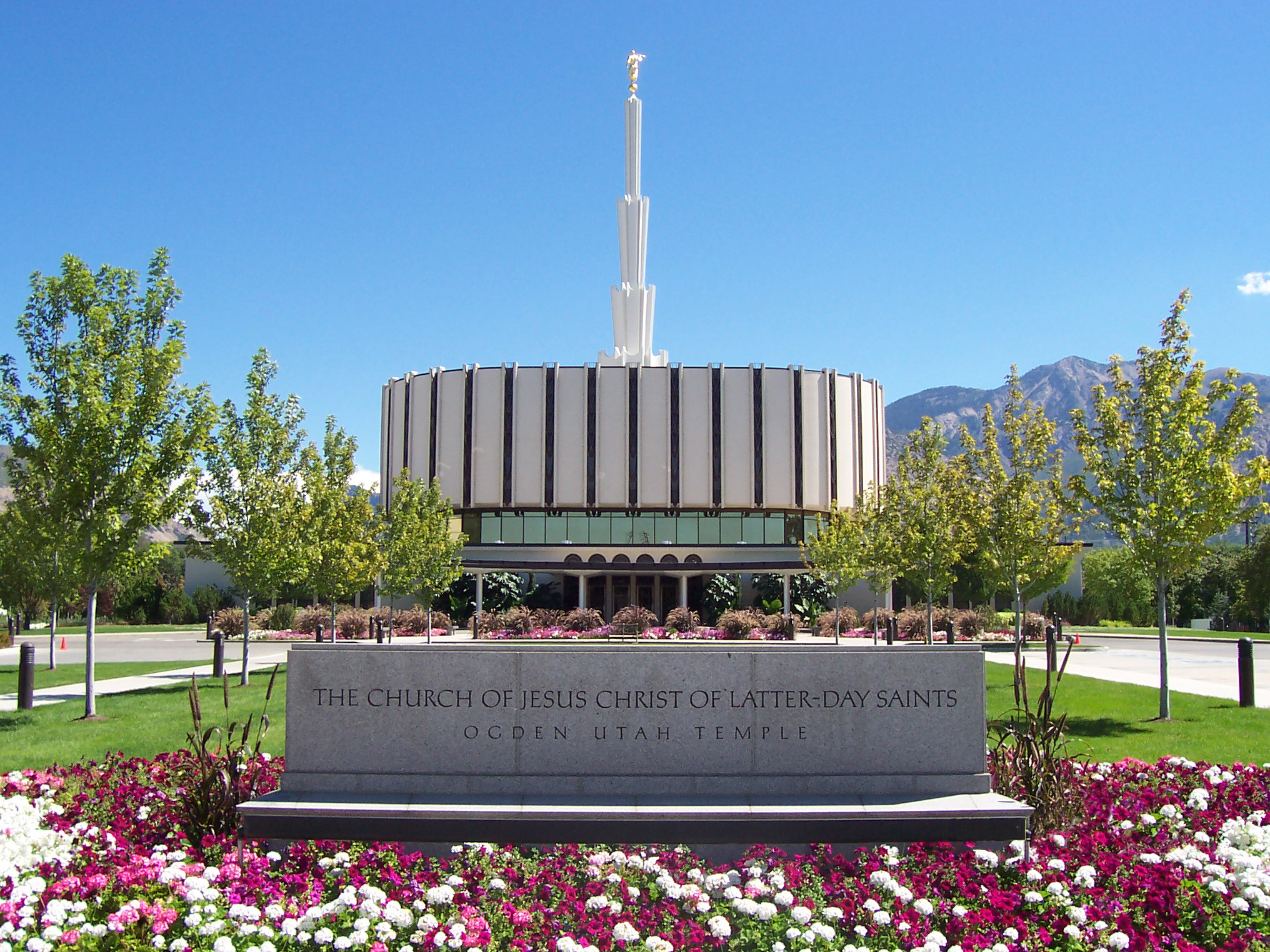
Utolsó Napok Szentjei Templom

Az Utolsó Napok Szentjeinek Jézus Krisztus Egyháza templomot építtetett és felszentelte 1972-ben. A templom azzal a céllal épült, hogy szolgálja az Utolsó Napok Szentjei híveit a nagy létszámú lakosság körében. 2010-ben a mormon egyház bejelentette, hogy nagyobb felújítást fog végezni a templomon, és a mellette lévő szentélyen is. Ennek során teljesen megváltozik a templom 1970-es években elnyert külseje, így nagyobb hangsúlyt kap a templomtorony, a földalatti parkolók és az új kertek. A munka 2011 tavaszán indul.
A Védelmi Ezredparancsnokság 1941-től 1997-ig Ogdentől északra működött, azóta az 1128 hektáros területet ipari parkká alakították át.

## Demográfia
A 2009-es népszámlálás szerint 82 499 fő él Ogden városában, ennek 50,2%-a férfi és 49,8%-a nő. Faji összetételt tekintve 86,2%-a fehér, 2,7% fekete, 1%-a amerikai indián, vagy alaszkai bennszülött, 1,3%-a ázsiai, 0,2%-a hawaii vagy óceániai, 6,9%-a más és 1,7%-a kevert. A lakosság átlagéletkora 29,4 év.
A 15 éven felüli lakosság 61 872 fő, ennek 29,4%-a sohasem volt házas, 49,3%-a jelenleg házas, 2,4%-a külön él, 5,6%-a özvegy és 13,3%-a elvált.

## Érdekes helyek
- Bigelow-Ben Lomond Hotel

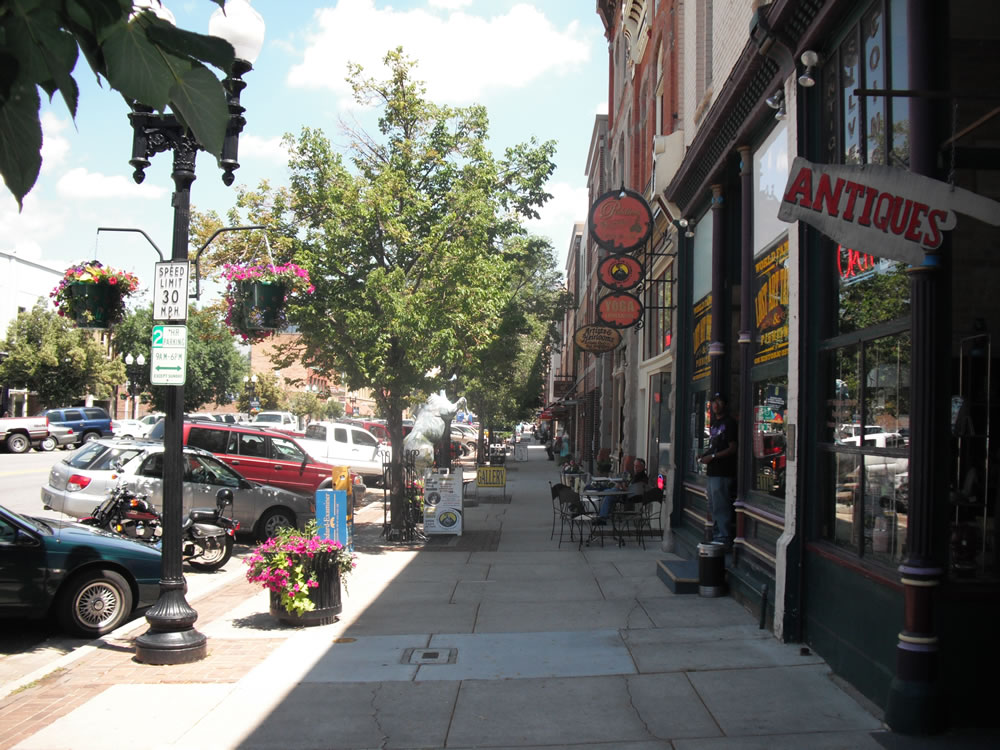
A történelmi 25. utca a belvárosban

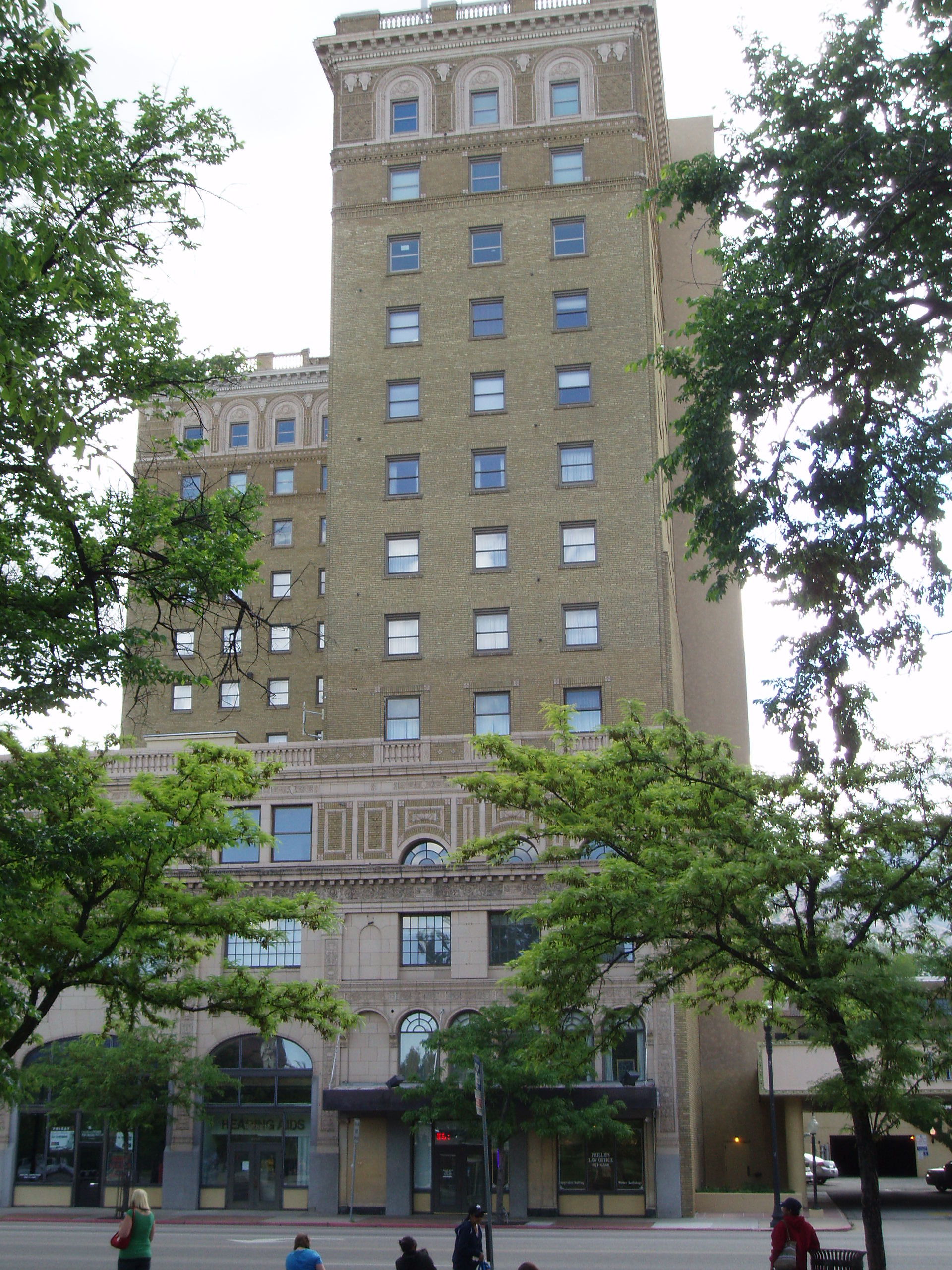
A Ben Lomond Hotel bejárata a Washington Blvd. felől

- DaVinci Tudományos és Művészeti Akadémia
- Dee Events Center
- Eccles Avenue Történelmi Körzet
- A történelmi 25. utca
- Jégpálya A 2002-es téli olimpián itt rendezték a Curling bajnokságot
- Jefferson Avenue történelmi körzet
- Junction Szórakoztató, kereskedelmi és lakóépület komplexum
- Ogden City Elöljáróság
- Ogden Gimnázium
- Ogden Természeti Központ
- Ogden Templom, Utah
- Ott Planetárium
- Peery'Egyiptomi Színháza
- Szent József Katolikus Iskola
- Union Station múzeum
- Weber Állami Egyetem

## Hírességek
Az amerikai tengerészet két hajóját is elnevezték a városról. Az elsőt, 1943-ban az USS Ogden (PF-39), és a másodikat, USS Ogden (LPD-5) 1964-ben.
Ogden volt a hírhedt Hi-Fi gyilkosságok helyszíne 1974-ben.

### Itt született
- Hal Ashby, Oscar díjas filmrendező
- Rodney Bagley, a katalizátor társfeltalálója
- Solon Borglum, szobrász
- Fawn Brodie M., történész
- John Moses Browning, feltaláló és lőfegyverek tervező
- Val A. Browning, Iparos, pisztoly újító
- Tom Chambers, kosárlabda játékos
- Bernard DeVoto, történész
- Byron Foulger, színész
- Kent James, énekes-dalszerző
- J. Willard Marriott Hotel mágnás
- Herbert B. Maw, politikus, Utah 8. kormányzója
- K. Gunn McKay, politikus
- Wataru Misaka, kosárlabda játékos
- Red Nichols, jazz zenész / Big Band vezetője
- Janice Kapp Perry, dalszerző
- Brent Scowcroft, politikus, egykori Nemzeti Biztonsági tanácsadó
- Ken St. Andre, játék tervező
- E. Thomas Parry, bankár
- Olene S. Walker, politikus, Utah, 15. kormányzója
- Gedde Watanabe, színész
- Byron Scott, kosárlabda játékos és edző
- Tanoka Beard, kosárlabda játékos
- Colby Bockwoldt, Futballista
- McGee bíró, harcos
- Becca Fitzpatrick, amerikai ifjúsági regényíró.

### Forgatás helyszín

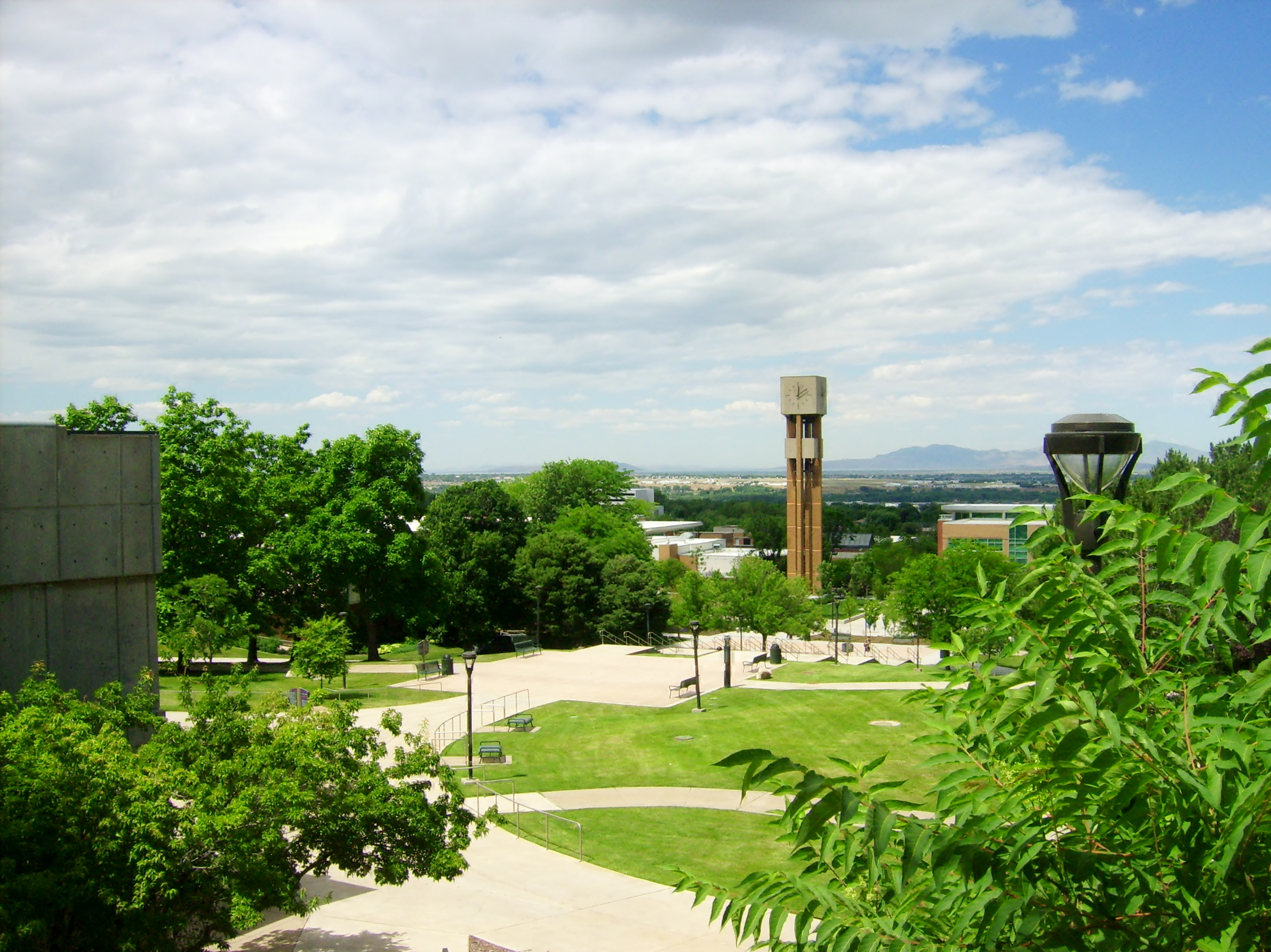
Weber Állami Egyetem

- Touched by an Angel (Angyali érintés) egyes epizódjai
- Everwood (többnyire Ogden belvárosában forgatták)
- Vak randi (Blind Dating)
- Firestarter 2
- Őrjítő szerelem (Drive Me Crazy)
- Con Air – A fegyencjárat
- A Sandlot
- Three O'Clock High (többnyire az Ogden High School-ban forgatták)
- Fletch
- Dumb és Dumber – Dilibogyók
- Halloween II
- Az állvány
- Air Bud
- Tiffany - "I think were alone now" videóklipje
- LL Cool J - " Doin' it " videóklipje
- This Boy's Life
- Bűnös szándék
- Ne nézz az ágy alá
- Disney Channels "Vissza Halloween Town-ba"

### Lásd még
- Egyesített Cukor Társaság
- Conoco Inc.
- Védelmi Ezredparancsnokság Ogden Utah
- Hi-Fi gyilkosságok
- McKay-Dee Kórház Központ
- Áldozat: A gyilkosság másik oldala